# Zamudio
Zamudio és un municipi de la província de Biscaia, País Basc, pertanyent a la comarca de Gran Bilbao. Limita al nord amb Mungia, al sud amb Galdakao, a l'est amb Lezama i a l'oest amb Derio. En ell s'hi troba el Parc Tecnològic de Zamudio, connectat a Bilbao mitjançant la línia d'autobús A3224 (Bilbao-Derio-Parc Tecnològic) de Bizkaibus i mitjançant la línia de tren del Txorierri (Línia 4) de Euskotren (Deustu-Lezama). Hi té la seu la Zamudio Sociedad Deportiva.